# José Jorro

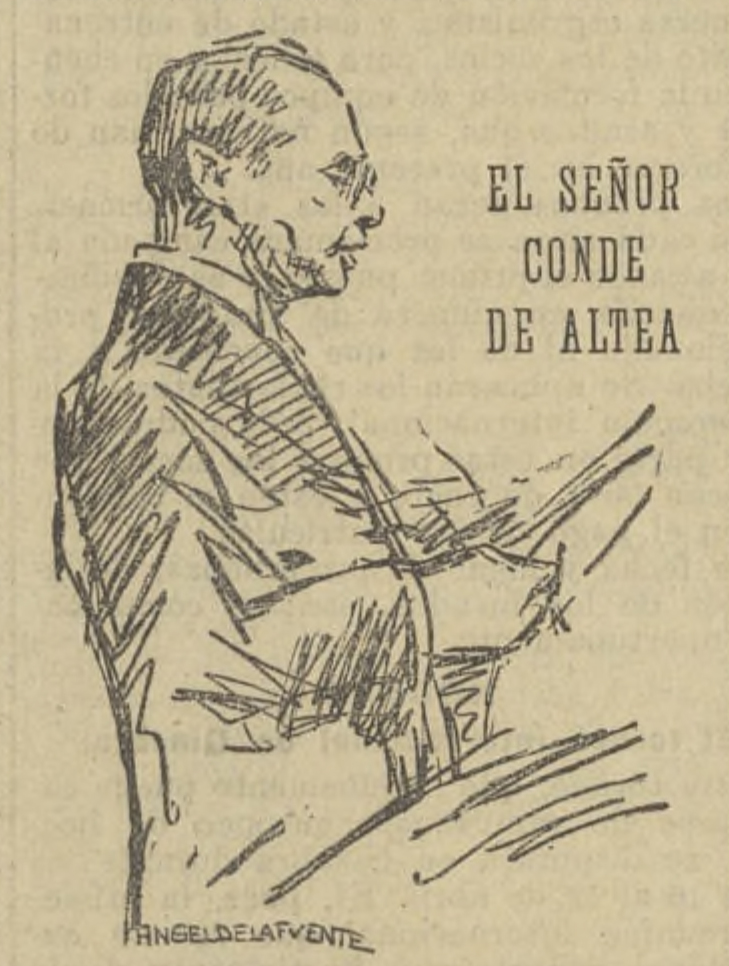
Retrato del conde de Altea (1925)

José Jorro Miranda (Valencia, 1 de noviembre de 1874-Altea, 15 de agosto de 1954), I conde de Altea, fue un abogado, político y aristócrata español.

## Biografía
En 1896 se licenció en Derecho por la Universidad de Valencia, fue miembro del Colegio de Abogados de Valencia, del de Madrid y del Ilustre Colegio de la Abogacía de Alicante, de la Real Academia de Ciencias Morales y Políticas y de la Real Academia Valenciana de Jurisprudencia y Legislación. Fue miembro del Partido Conservador, elegido diputado por el distrito electoral de Villajoyosa en las elecciones generales de 1903. En 1905 mantuvo posturas contrarias al caciquismo que le reportaron el apoyo de la sociedad obrera La Fraternidad, y venció al candidato Niceto Alcalá Zamora en las elecciones de 1905. En el Congreso de los Diputados defendió mejoras hidráulicas y ferroviarias para la comarca de la Marina Baja, lo que le facilitó la reelección en las elecciones generales de 1907, 1910, 1914 y 1916. En 1908 y después, tras la sequía de 1910, denunció la emigración al norte de África y a Sudamérica, así como a las mafias que se beneficiaban de ella. También intentó paliar la sequía mediante la construcción del pantano de Relleu y el canal del Algar. Conde de Altea desde 1920, estuvo emparentado con la familia del liberal José Beneyto Rostoll. 
Durante este periodo fue nombrado director general de los Registros y del Notariado (1914-1915), subsecretario de Instrucción Pública y Bellas Artes (1917) y subsecretario del Trabajo (1919-1921). En las elecciones generales de 1918 y 1919 fue derrotado por su antiguo aliado, José Torres Sala, ahora jefe del sector maurista, pero volvió a ser elegido en las elecciones de 1920 y 1923. Especializado en temas laborales y sociales, fue ministro de Trabajo interino entre agosto y septiembre de 1922, y representó a España en el Consejo de Administración de la Organización Internacional del Trabajo en Ginebra, entre 1922 y 1930. 
Durante la dictadura de Primo de Rivera organizó la Unión Patriótica en la provincia de Alicante y el 12 de septiembre de 1927 formó parte de la Asamblea Nacional convocada por el dictador como representante de actividades varias de la vida nacional. En 1930 se retiró de la vida política.

## Obras jurídicas y políticas
- La crisis económica mundial y el problema obrero (1934)
- Nuestros problemas docentes
- El régimen provincial de España
- La suspensión de pagos (1902)
- El estilo forense (1946)